# Aneuterapus gracilipes
Aneuterapus gracilipes är en skalbaggsart som först beskrevs av Bruch 1926.  Aneuterapus gracilipes ingår i släktet Aneuterapus och familjen stumpbaggar. Inga underarter finns listade i Catalogue of Life.